# Sycon escanabensis
Sycon escanabensis är en svampdjursart som beskrevs av Duplessis och Henry M. Reiswig 2000. Sycon escanabensis ingår i släktet Sycon och familjen Sycettidae. Inga underarter finns listade i Catalogue of Life.